# Cercocarpus ledifolius
Cercocarpus ledifolius là một loài gỗ gụ núi còn có tên là gỗ gụ núi lá xoăn. Loài phổ biến hầu khắp miền Tây nước Mỹ cũng như vùng Baja California ở Mexico.

## Mô tả
Cercocarpus ledifolius là một loài cây bụi nhánh rậm lớn hoặc cây xanh có thể đạt đến chiếu cao 10 m (33 feet). Những chiếc lá xanh đậm dài đến 4 cm (1,6 inch) và hình mũi giáo, cạnh lá có thể cuộn tròn phía dưới. Hoa bao gồm một ống nhỏ nâu nhạt từ đó nhô ra một bộ nhụy dài, như lông vũ bao phủ trên lông nâu nhạt um tùm. Những bông hoa được sắp xếp vào các cụm hoa, mỗi cụm gồm 3 hoa. Quả là một quả bế phủ lông chỉ dài từ nữa tới 1 cm (0,2-0,4 inch). Loại thực vật này mọc trên núi thấp và dốc.
Loại cây này có rất nhiều công dụng chữa bệnh cho nhiều nhóm người Mỹ bản địa, chẳng hạn Paiute và Shoshone.

## Tuổi
Cercocarpus ledifolius có khả năng đạt đến tuổi thọ cực lớn đến 1350 năm, mặc dù những cây đạt đến tuổi này đã bị đốn hạ. Điều này khiến cho loài trở thành một trong những thực vật có hoa sống lâu nhất được biết đến.
Tuổi thọ lớn hơn được quy cho nhiều loại cây ô liu khác nhau (Olea europaea) và một cây sung thiêng (Ficus religiosa) tại Sri Lanka trồng vào năm 283 TCN, nhưng ngày trồng đã gây tranh cãi. Tài liệu 1.350 năm được trích dẫn ở đây cũng có tiềm năng không chính xác do tác giả không chắc thời điểm chi tiết. Nhiều cây già được biết còn tồn tại, nhưng là dòng hóa, không phải là cá thể.